# وسام الناتو

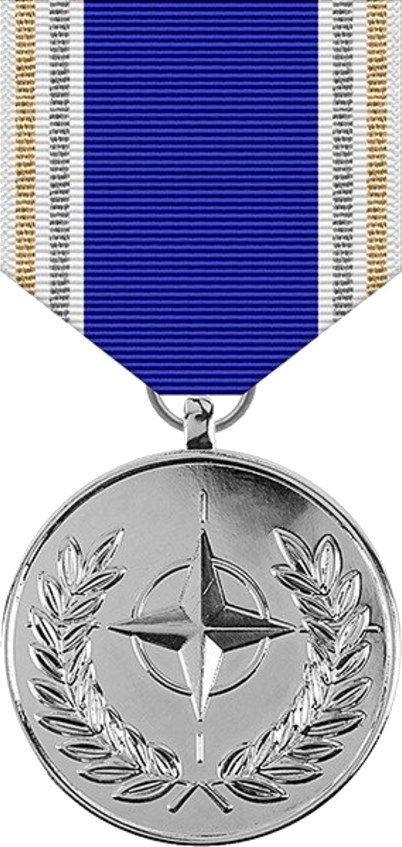
وسام الخدمة الجديرة بالتقدير من حلف شمال الأطلسي.

وسام الناتو، وسامٌ عسكري دولي يُمنح للعديد من جيوش العالم بتفويض من منظمة حلف شمال الأطلسي (الناتو). وتصنعه شركة إيكيليرز-سينتيني، في مدينة هيميكزيم، في بلجيكا.

## خلفية
بدأ منح وسام الناتو لأول مرة في العام 1996 لتكريم الأفراد الذين خدموا في قوة التنفيذ ضمن العملية المشتركة في يوغوسلافيا السابقة. وأُنشئ شريط جديد في العام 1999 لتكريم المشاركين في عملية القوة المتحالفة في كوسوفو. بعد أن أصبحت عمليات الناتو أكثر شيوعًا، أُنشئت شرائط مختلفة لكل عملية.
في أوائل العام 2003، قرر الناتو الاكتفاء باستخدام ثلاثة أنماط من الأشرطة –أحدهما لوسام الاستحقاق في الناتو، والآخر للعمليات بموجب المادة 5، والآخر للعمليات المنفذة خارج إطار المادة 5. تتميز الأوسمة للمشاركة في عمليات محددة بقضبان معدنية على الشرائط تحمل اسم العملية. يميّز ذلك الأوسمة التي حصل عليها الذين بدأوا جولة خدمتهم العسكرية بعد 2 ديسمبر 2002. وهكذا، فإن الشخص الذي بدأ فترة خدمته في إحدى مناطق عمليات الناتو في البلقان بعد 2 ديسمبر 2002، يمكنه الحصول فقط على وسام البلقان للعمليات المنفذة خارج إطار المادة 5.

## قوانين الارتداء
لا تسمح لوائح القوات المسلحة الأمريكية بارتداء القضبان المعدنية لأسماء العمليات على شريط وسام الناتو. بدلًا من ذلك، يرتدي الشخص الحاصل على الوسام الشريطَ بدون قضيب معدني مثبت به. في حال حصول أحد أفراد القوات المسلحة الأمريكية على أكثر من وسام للناتو، فإنه يرتدي شريط أول وسامٍ حصل عليه من الناتو والعدد المكافئ من نجوم الخدمة البرونزية للإشارة إلى عدد أوسمة الناتو التي حصل عليها. على سبيل المثال –فالجندي الذي خدم في يوغوسلافيا السابقة، وكوسوفو، وقوات المساعدة الدولية لإرساء الأمن في أفغانستان يرتدي شريط وسام الخدمة في يوغوسلافيا السابقة مع نجمتي خدمة برونزيتين.
وعلى العكس من ذلك، تسمح القوات المسلحة للمملكة المتحدة لأفراد الخدمة بارتداء جميع ميداليات الناتو التي يحصلون عليها، شريطة ألا تكون العملية المؤدية لمنح وسام الناتو معترفًا بها بوسامٍ آخر تمنحه المملكة المتحدة.

## نماذج وسام الناتو
يوجد حاليًا أربعة عشر نموذجًا من وسام الناتو، وسام للخدمة في يوغوسلافيا السابقة، وكوسوفو، ومقدونيا الشمالية، واثنان للخدمة أثناء العمليات بموجب المادة 5 (في عملية مساعدة النسر، وعملية المسعى النشط)، وثمانية أوسمة لعمليات الناتو خارج إطار المادة 5 (المساعدة الدولية لإرساء الأمن في أفغانستان)، والدعم الحازم، والبلقان، وبعثة الناتو التدريبية في العراق، وإفريقيا، ومهمة الاتحاد الأفريقي في السودان، وعملية الحامي الموحد –ليبيا، وباكستان). بالإضافة إلى ذلك، توجد مَشابك للأوسمة لعمليات مثل المساعدة الدولية لإرساء الأمن في أفغانستان، وكوسوفو ويوغوسلافيا السابقة وبعثة الناتو التدريبية في العراق. وتوجد مشابك تميّز العمليات بموجب المادة 5 والعمليات خارج إطار المادة 5. كما يوجد وسام الاستحقاق بحلف الناتو، بالإضافة إلى مشبك «الخدمة المتميزة». ومع ذلك، لا يرتدي العسكريون الأمريكيون المشابك على أوسمة الناتو، لأن الولايات المتحدة لديها آليّاتها الخاصة التي تُستخدم بدلًا من ذلك.

## وسام الاستحقاق في الناتو
مُنح وسام الاستحقاق في حلف الناتو أول مرة في العام 2003 لتكريم موظفي الناتو الذين تجاوزت مبادرتهم الفردية وتفانيهم مجرد أداء الواجب بهدف إحداثِ فرقٍ لزملائهم، ولحلف الناتو كمنظمة. يمنح الأمين العام لحلف الناتو هذا الوسام بشكل شخصي ويوقع على كل إشادة مرفقة بالوسام. رغم أن عدد الأوسمة المسموح بمنحها بها يصل إلى 150، فإن العدد الفعلي للأوسمة الممنوحة سنويًا أقل من ذلك بكثير. ويبقى هذا الوسام أهمّ جائزة لتكريم الجهود الفردية لموظفي الناتو؛ ويمكن منح هذا الوسام للموظفين العسكريين والمدنيين على حد سواء.